# Laksa

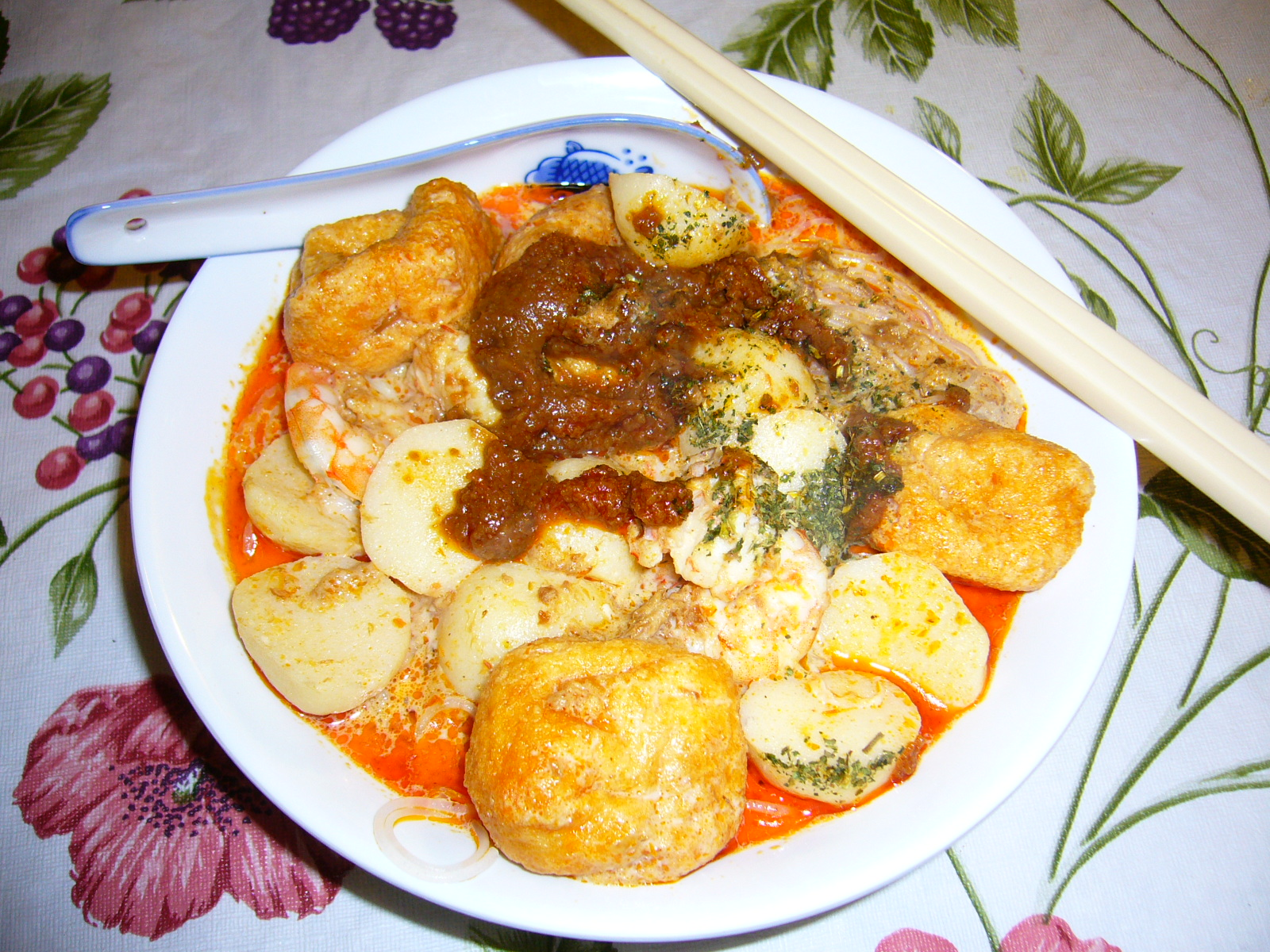
Curry laksa

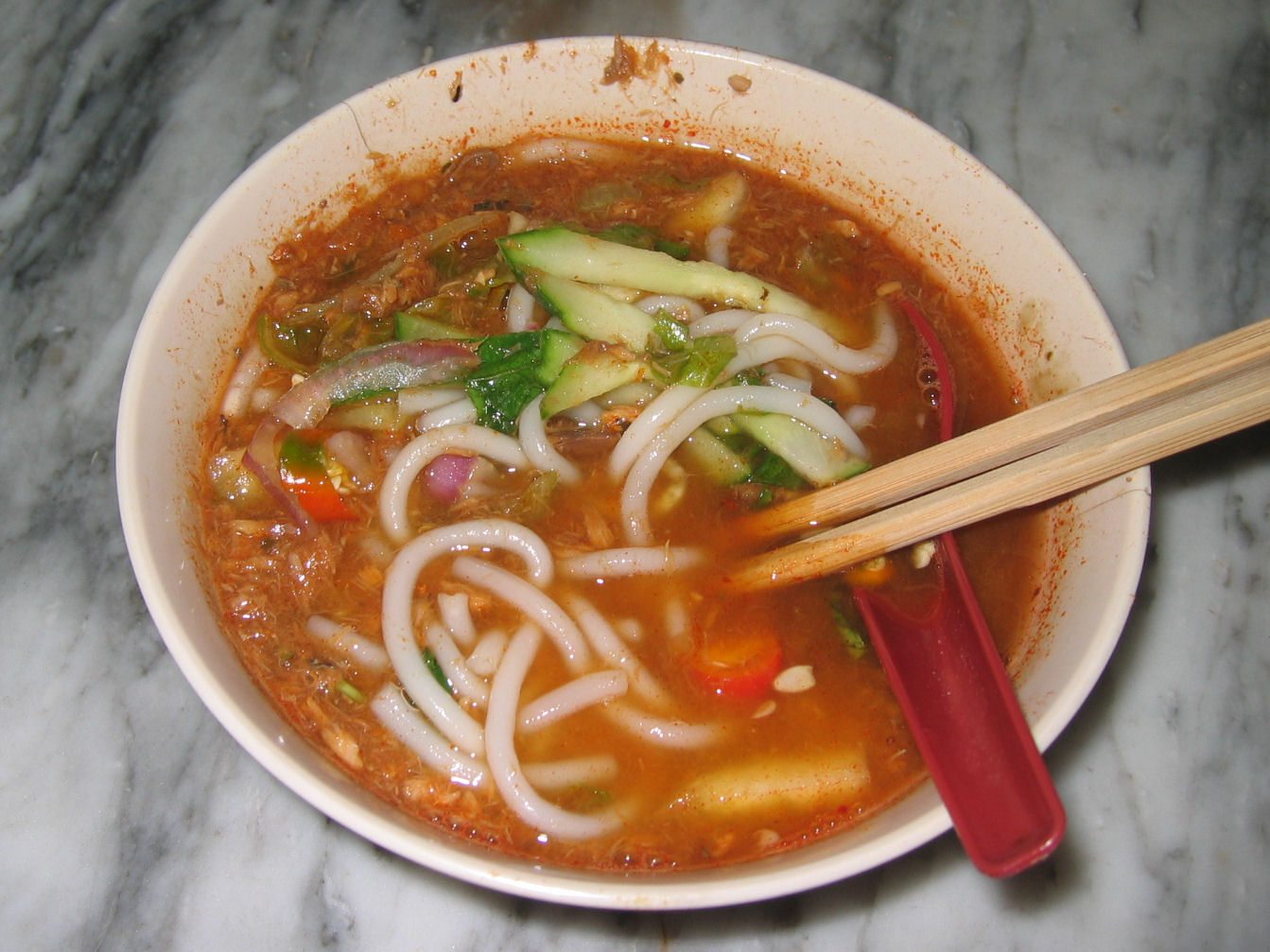
Een kom met Penang laksa, een variant van asam laksa

Laksa is een hete noedelsoep vanuit de Peranakan-cultuur in Maleisië en Singapore.

## Laksa-typen
Er zijn twee verschillende soorten laksa. De ene is bereid met kokoscurry, de andere met een zure vissoep.
Curry LaksaIn Singapore komt vooral Curry Laksa voor. Daarin zitten kokkels, gefrituurde tofoe, vissticks en garnalen. Soms voegen de koks ook kipvlees toe. Het gerecht wordt opgediend met Vietnamese koriander en een lepelvol sambal.
Asam LaksaDe sterke smaak van de assam laksa is afkomstig van de verzameling van kruiden in de soep. Daarin zitten fijngesneden visvlees, komkommer, uien, rode rawitpepers en witte radijs. Sambal Belacan wordt aan een kant van de kom gelegd.